# Gary McFarland
Pour les articles homonymes, voir McFarland.
 (février 2012).
 (novembre 2024).
Gary McFarland, né le 23 octobre 1933 à Los Angeles et mort le 2 novembre 1971 à New York, est un vibraphoniste et arrangeur américain.

## Biographie
En 1963, Gary McFarland participe à des sessions d'enregistrement avec Cal Tjader chez Verve Records 1963 : Gary McFarland, Cal Tjader (vib) session du 6 décembre 1963 qui ne seront pas édités.
Il cherche à créer une passerelle commune entre l'écriture, la musique de film et la scène. Il ne peut cependant pas mener à bien son projet ; le 3 novembre 1971, il est empoisonné par une boisson contenant de la méthadone dans un bar de New York.

## Skye Records
À la fin de l'année 1968, Gary McFarland crée avec le vibraphoniste Cal Tjader et le guitariste Gábor Szabó le label Skye Records. Celui-ci est actif pendant deux ans, avant de disparaître en 1970, faute de rentabilité et de moyens financiers.
Gary McFarland est le seul des trois fondateurs à exprimer le souhait de rester chez le repreneur de Skye Records, Buddah Records, mais il meurt l'année suivante. Il n'enregistre qu'un seul album intitulé Butterscotch Rum avec ce label.

## Discographie

### • Enregistrements Studio LP 33

#### Sous le nom de Gary McFarland
- 1961 : How to succeed in business without really trying
- 1961 : All the Sad Young Men (1961, Verve Records) - accompagné d'Anita O'Day
- 1963 : Point Of Departure (Impulse!)
- 1963 : The Gary McFarland Orchestra : Special Guest Soloist Bill Evans (Verve Records)
- 1964 : Soft Samba (Verve Records)
- 1965 : Tijuana Jazz (Impulse!)
- 1965 : The In Sound (Verve Records)
- 1966 : Profiles (Impulse!)
- 1966 : Simpatico (Impulse!) - with Gábor Szabó
- 1967 : The October Suite (with Steve Kuhn) (Impulse!)
- 1968 : Scorpio And Other Signs (Verve Records)
- 1970 : Today (Skye Records Skye SK-14)
- 1971 : Butterscotch Rum (with Peter Smith) (Buddah Records)

#### Sous le nom deGary McFarland & Co
- 1968 : Does The Sun Really Shine On The Moon (Skye Records Skye SK-2)
- 1969 : America The Beautiful: An Account Of Its Disappearance (Skye Records Skye SK-8)

#### Sous le nom deThe Gary McFarland Orchestra
- 1969 : Grady Tate With The Gary McFarland Orchestra - Slaves (Skye Records Skye SK-11)

### Enregistrements Musique de Film LP 33
- 2008 : Eye of the Devil (Soundtrack) (enregistré en 1966, édition posthume de 2008, Phantom Sound & Vision)

### Réédition CD et Compilation
- 1972 : Gary McFarland - Requiem For Gary McFarland (Cobblestone CST-9019)
- 2005 : Gary McFarland - America The Beautiful / Does The Sun Really Shine On The Moon (2 Lp réunis) (El (E) ACMEM41CD)

### Producteur d'album
- 1968 : Dreams par Gábor Szabó ∫ Skye Records - Skye SK- 007
- 1969 : Genesis par Wendy and Bonnie ∫ Skye Records - Skye Discovery Series SK-1006D